# 拟啄木鸟科
拟啄木鸟科（学名：Megalaimidae），又名亞洲擬鴷科，是鸟类的一个科，包括2属35个物种，分布于东洋界的森林环境，此前与美洲拟啄木鸟科为同一科。

## 下属分类
本科包括以下属：
- 褐擬鴷屬 Caloramphus Lesson, 1839
- 拟啄木鸟属 Psilopogon Müller, 1836